# Championnat de France de basket-ball 1967-1968
Navigation
Saison précédente Saison suivante
La saison 1967-1968 du championnat de France de basket-ball de Nationale 1 est la 46e édition du championnat de France masculin de basket-ball. Le championnat de Nationale 1 de basket-ball était le nom du plus haut niveau du championnat de France.

## Présentation
La saison se déroule du 14 octobre 1967 au 27 avril 1968, chaque équipe rencontre les autres équipes en match aller-retour. Au terme de cette saison, le titre de Champion de France est attribué au club classé 1e.
Douze clubs participent à la compétition. La victoire rapporte 3 points, le match nul 2 points  la défaite 1 point et le bonus 1 point. Les équipes classées 9e, 10e, 11e et 12e descendent en Nationale 2.
Le tenant du titre, Bagnolet, va tenter de gagner un 4e titre.
Lyon, le Racing CF, ASPO Tours et Vichy sont les quatre équipes promues pour cette saison. Toulouse, ASPO Tours, le PUC et le Racing CF, équipes classées 9e à 12e sont les quatre équipes reléguées à l'issue de cette saison 1967-1968
L’ASVEL remporte le championnat pour la neuvième fois de son histoire.
Jean-Pierre Staelens (Denain) est le meilleur marqueur du championnat de France avec 585 points (moyenne de 26,6).

## Clubs participants
- Alsace de Bagnolet
- Caen Basket Club
- Association Sportive de Denain-Voltaire
- Sporting Club Moderne du Mans
- Stade Auto Lyonnais
- Atlantique Basket Club de Nantes
- Paris Université Club
- Racing Club de France
- RCM Toulouse
- Association Sportive Préparation Olympique de Tours
- Jeanne d’Arc de Vichy
- Association Sportive de Villeurbanne Eveil Lyonnais

## Classement final de la saison régulière
La victoire rapporte 3 points, le match nul 2 points, la défaite 1 point et le bonus 1 point.
Le point de bonus est accordé à l'équipe qui sur les deux matchs (aller et retour) possède la meilleure différence de points. Si les deux équipes sont à égalité, chacune gagne 0,5 point
| #  | Equipe     | Pts  | M  | V  | N | D  | PP   | PC   | Diff. | Bonus |
| -- | ---------- | ---- | -- | -- | - | -- | ---- | ---- | ----- | ----- |
| 1  | ASVEL      | 67   | 22 | 17 | 1 | 4  | 1668 | 1362 | +306  | 10    |
| 2  | Lyon       | 64   | 22 | 16 | 0 | 6  | 1712 | 1445 | +267  | 10    |
| 3  | Vichy      | 63   | 22 | 16 | 0 | 6  | 1663 | 1468 | +195  | 9     |
| 4  | Bagnolet   | 57   | 22 | 13 | 1 | 8  | 1821 | 1749 | +72   | 8     |
| 5  | Denain     | 55   | 22 | 14 | 0 | 8  | 1701 | 1632 | +69   | 5     |
| 6  | Le Mans    | 50   | 22 | 10 | 2 | 10 | 1681 | 1690 | -9    | 6     |
| 7  | Nantes     | 49   | 22 | 11 | 0 | 11 | 1469 | 1485 | -16   | 5     |
| 8  | Caen       | 45   | 22 | 8  | 2 | 12 | 1553 | 1684 | -131  | 5     |
| 9  | Toulouse   | 41,5 | 22 | 8  | 1 | 13 | 1384 | 1568 | -184  | 2,5   |
| 10 | ASPO Tours | 36   | 22 | 6  | 1 | 15 | 1414 | 1593 | -179  | 1     |
| 11 | PUC        | 33,5 | 22 | 5  | 0 | 17 | 1462 | 1685 | -223  | 1,5   |
| 12 | Racing CF  | 33   | 22 | 4  | 0 | 18 | 1611 | 1778 | -167  | 3     |

|  | Champion de France      |
|  | Relégués en Nationale 2 |

## Leaders de la saison régulière
| Catégorie        | Joueur               | Équipe | Statistiques            |
| ---------------- | -------------------- | ------ | ----------------------- |
| Points par match | Jean-Pierre Staelens | Denain | 385 Points (26,6 Pts/M) |

- Alain Gilles (ASVEL) est élu meilleur joueur de la saison par un panel de journalistes spécialisés